# Amity Dry
Amity Renae Dry (Sydney, 9 gennaio 1978) è una cantautrice e personaggio televisivo australiana.

## Biografia
Amity Dry è salita alla ribalta nel 2003, quando ha partecipato al reality show The Block in coppia con suo marito Phil Rankine; i due sono tornati nel 2013 in occasione di un'edizione All Stars, riuscendo questa volta a vincere. Nel 2003 ha pubblicato il suo primo album in studio, intitolato The Lighthouse, che ha raggiunto la 6ª posizione della ARIA Albums Chart, venendo certificato disco d'oro in madrepatria. È stato promosso dal singolo Start of Something New, che si è piazzato alla numero 81 nella ARIA Singles Chart. Nel 2004 ha contribuito ad una reinterpretazione del brano natalizio Twelve Days of Christmas.

## Discografia

### Album
- 2003 – The Lighthouse
- 2005 – True to Me

### Singoli
- 2003 – The Lighthouse
- 2003 – Breathe You In
- 2003 – Start of Something New
- 2005 – Rollercoaster
- 2006 – Home
- 2006 – My Love Would Go That Far
- 2006 – Twelve Days of Christmas (come parte dei Dreamtime Christmas All-Stars)
- 2007 – Rise